# Guerra Civil Afegã (1989–1992)
A guerra civil afegã (1989-1992) ocorreu após a retirada soviética do Afeganistão a 15 de fevereiro de 1989 até 27 de abril de 1992, um dia após a celebração dos Acordos de Peshawar que proclamavam um novo governo interino afegão que iria começar funções a partir de 28 de abril.
Os grupos mujahideen, a maioria destes unidos na Unidade Islâmica do Mujahidin do Afeganistão, nos anos de 1989-1992 proclamaram a sua convicção que estavam a combater contra um regime satélite hostil da República Democrática do Afeganistão, sediado em Cabul. 
Em março de 1989, os grupos mujahidin Hezb-e Islami Gulbuddin e Ittehad-e Islami, apoiados pelos serviços secretos do Paquistão, atacaram a cidade de Jalalabad mas, para surpresa de analistas americanos e paquistaneses, as forças governamentais derrotavam os mujahidin.
Em março de 1991, uma coligação de diversos grupos mujahidin conseguia conquistar, de forma rápida, a estratégica cidade de Khost. Passado um ano, em março de 1992, e sem o apoio da União Soviética (dissolvida em dezembro de 1991), o presidente do governo comunista afegão Mohammad Najibullah concordava em ceder o poder e dar posse a um governo de coligação mujahidin. Um grupo mujahidin, Hezb-e Islami Gulbuddin, recusou entrar nas negociações supervisionadas pelo Paquistão e invadiu a capital Cabul. A queda de Cabul levava ao início de uma nova guerra civil, a 25 de abril de 1992, com os diversos grupos mujahidin a entrarem em conflito entre si pelo controlo do poder no Afeganistão.